# Seznam památných stromů v okrese Bruntál
Toto je seznam památných stromů v okrese Bruntál, v němž jsou uvedeny památné stromy na území okresu Bruntál.
| Název                                         | Obrázek                                      | Umístění                                                  | Druh | Obvod [v cm] | Kód wikidata     | Galerie                                                                     | Poznámka |
| --------------------------------------------- | -------------------------------------------- | --------------------------------------------------------- | --- | --- | ---------------- | --------------------------------------------------------------------------- | --- |
| Buk v Andělské Hoře                           |                                              | Andělská Hora ve Slezsku 50°3′38″ s. š., 17°23′25″ v. d.  | buk lesní červenolistý | 336 | 100522 Q26785393 |                                                                             | V centrální části obce v parku nedaleko kostela, mezi zastávkou a školou |
| Javor mléč v Andělské Hoře †                  |                                              | Andělská Hora ve Slezsku                                  | javor mléč | & Chyba ve výrazu: Neočekávaný operátor / Chyba ve výrazu: Neočekávaný operátor / Chyba ve výrazu: Neočekávaný operátor / Chyba ve výrazu: Neočekávaný operátor / Chyba ve výrazu: Neočekávaný operátor / Chyba ve výrazu: Neočekávaný operátor / Chyba ve výrazu: Neočekávaný operátor / Chyba ve výrazu: Neočekávaný operátor / Chyba ve výrazu: Neočekávaný operátor / Chyba ve výrazu: Neočekávaný operátor / Chyba ve výrazu: Neočekávaný operátor / Chyba ve výrazu: Neočekávaný operátor / Chyba ve výrazu: Neočekávaný operátor / Chyba ve výrazu: Neočekávaný operátor / Chyba ve výrazu: Neočekávaný operátor / -1.0000-0 | 100507 Q74842652 |                                                                             | V zahradě u čp. 154, za kostelem první ulice vlevo; rozlomen, odstraněn, rozhodnutí nebylo doručeno |
| Lípa u kříže pod Annenskou studánkou          |                                              | Andělská Hora ve Slezsku 50°3′56″ s. š., 17°22′50″ v. d.  | lípa srdčitá | & Chyba ve výrazu: Neočekávaný operátor / Chyba ve výrazu: Neočekávaný operátor / Chyba ve výrazu: Neočekávaný operátor / Chyba ve výrazu: Neočekávaný operátor / Chyba ve výrazu: Neočekávaný operátor / Chyba ve výrazu: Neočekávaný operátor / Chyba ve výrazu: Neočekávaný operátor / Chyba ve výrazu: Neočekávaný operátor / Chyba ve výrazu: Neočekávaný operátor / Chyba ve výrazu: Neočekávaný operátor / Chyba ve výrazu: Neočekávaný operátor / Chyba ve výrazu: Neočekávaný operátor / Chyba ve výrazu: Neočekávaný operátor / Chyba ve výrazu: Neočekávaný operátor / Chyba ve výrazu: Neočekávaný operátor / -1.0000-0 | 100505 Q26785356 |                                                                             | u kříže pod Annenskou studánkou |
| Lípa v Andělské Hoře                          |                                              | Andělská Hora ve Slezsku 50°3′39″ s. š., 17°23′16″ v. d.  | lípa obecná | & Chyba ve výrazu: Neočekávaný operátor / Chyba ve výrazu: Neočekávaný operátor / Chyba ve výrazu: Neočekávaný operátor / Chyba ve výrazu: Neočekávaný operátor / Chyba ve výrazu: Neočekávaný operátor / Chyba ve výrazu: Neočekávaný operátor / Chyba ve výrazu: Neočekávaný operátor / Chyba ve výrazu: Neočekávaný operátor / Chyba ve výrazu: Neočekávaný operátor / Chyba ve výrazu: Neočekávaný operátor / Chyba ve výrazu: Neočekávaný operátor / Chyba ve výrazu: Neočekávaný operátor / Chyba ve výrazu: Neočekávaný operátor / Chyba ve výrazu: Neočekávaný operátor / Chyba ve výrazu: Neočekávaný operátor / -1.0000-0 | 100506 Q26785359 |                                                                             | v severozápadní části obce |
| Alej na Anenský vrch                          |                                              | Andělská Hora ve Slezsku 50°4′13″ s. š., 17°22′48″ v. d.  | javor mléč (19) javor klen (126) jasan ztepilý (20) lípa velkolistá (11) jírovec maďal (1) lípa (52) lípa srdčitá (27) bříza bradavičnatá (1) | & Chyba ve výrazu: Neočekávaný operátor / Chyba ve výrazu: Neočekávaný operátor / Chyba ve výrazu: Neočekávaný operátor / Chyba ve výrazu: Neočekávaný operátor / Chyba ve výrazu: Neočekávaný operátor / Chyba ve výrazu: Neočekávaný operátor / Chyba ve výrazu: Neočekávaný operátor / Chyba ve výrazu: Neočekávaný operátor / Chyba ve výrazu: Neočekávaný operátor / Chyba ve výrazu: Neočekávaný operátor / Chyba ve výrazu: Neočekávaný operátor / Chyba ve výrazu: Neočekávaný operátor / Chyba ve výrazu: Neočekávaný operátor / Chyba ve výrazu: Neočekávaný operátor / Chyba ve výrazu: Neočekávaný operátor / -1.0000-0 | 105629 Q26791083 |                                                                             | Oboustranné stromořadí podél cesty ze severovýchodního okraje obce k poutnímu kostelu na Anenském vrchu |
| Arnultovická lípa                             |                                              | Arnultovice u Jindřichova 50°15′2″ s. š., 17°33′40″ v. d. | lípa velkolistá | 645 | 100538 Q26785434 |                                                                             | Na travnaté ploše vlevo u silnice směrem od Jindřichova |
| Dub u Bohušova                                |                                              | Bohušov 50°14′25″ s. š., 17°43′1″ v. d.                   | dub letní | 460 | 100551 Q26785455 |                                                                             | Na konci obce za přejezdem úzkokolejky směrem na Hrozovou |
| Alej na Uhlířský vrch                         | Alej na Uhlířský vrch                        | Bruntál-město 49°58′36″ s. š., 17°26′35″ v. d.            | lípa velkolistá (288) | & Chyba ve výrazu: Neočekávaný operátor / Chyba ve výrazu: Neočekávaný operátor / Chyba ve výrazu: Neočekávaný operátor / Chyba ve výrazu: Neočekávaný operátor / Chyba ve výrazu: Neočekávaný operátor / Chyba ve výrazu: Neočekávaný operátor / Chyba ve výrazu: Neočekávaný operátor / Chyba ve výrazu: Neočekávaný operátor / Chyba ve výrazu: Neočekávaný operátor / Chyba ve výrazu: Neočekávaný operátor / Chyba ve výrazu: Neočekávaný operátor / Chyba ve výrazu: Neočekávaný operátor / Chyba ve výrazu: Neočekávaný operátor / Chyba ve výrazu: Neočekávaný operátor / Chyba ve výrazu: Neočekávaný operátor / -1.0000-0 | 100541 Q26791063 | Kategorie „Alej na Uhlířský vrch“ na Wikimedia Commons                      | Alej na Uhlířský vrch; poutní místo |
| Dub v Bruntále                                |                                              | Bruntál-město 49°58′42″ s. š., 17°25′49″ v. d.            | dub letní | 479 | 100485 Q26785315 |                                                                             | V poli za městem, vlevo od silnice Bruntál-Dolní Václavov, na Uhlířský vrch |
| Dub v Čakové                                  | Dub v Čakové                                 | Čaková 50°3′25″ s. š., 17°32′21″ v. d.                    | dub letní | 500 | 100537 Q26785431 | Kategorie „Dub v Čakové“ na Wikimedia Commons                               | Za posledním domem na levé straně lisnice směrem na Širokou Nivu |
| Dětřichovická olše                            |                                              | Dětřichovice 50°3′7″ s. š., 17°26′47″ v. d.               | olše lepkavá | 460 | 100496 Q26785335 |                                                                             | cca 150 m pod kostelem, v podmáčené sníženině pod místní komunikací |
| Klen v Dětřichovicích                         | Klen v Dětřichovicích                        | Dětřichovice 50°3′10″ s. š., 17°26′38″ v. d.              | javor klen | 342 | 104624 Q26789290 |                                                                             | u hřbitovní zdi u kostela v Dětřichovicích, v blízkosti vstupu do bývalé fary, po levé straně komunikace od Světlé Hory |
| Dub v Dolní Moravici                          |                                              | Dolní Moravice 49°58′44″ s. š., 17°18′49″ v. d.           | dub různolistý | 313 | 100532 Q26785415 | Kategorie „Dub v Dolní Moravici“ na Wikimedia Commons                       | U můstku přes Moravický potok v obci, JV od hlavní silnice |
| Lípa u hřiště                                 |                                              | Dolní Moravice 49°58′37″ s. š., 17°19′32″ v. d.           | lípa | 530 | 100518 Q26785385 | Kategorie „Lípa u hřiště“ na Wikimedia Commons                              | Při polní cestě na travnaté ploše, která na západní straně přechází v prudký sráz k fotbalovému hřišti, v údolní nivě řeky Moravice |
| Lípa u Sv. Immaculaty                         |                                              | Dolní Moravice 49°58′22″ s. š., 17°19′32″ v. d.           | lípa srdčitá | 625 | 100533 Q26785419 |                                                                             | U silnice vedle sochy sv. Immaculaty z r. 1764 |
| Lípy u sv. Jana Nepomuckého                   |                                              | Dolní Moravice 49°58′33″ s. š., 17°19′25″ v. d.           | lípa srdčitá (2) | & Chyba ve výrazu: Neočekávaný operátor / Chyba ve výrazu: Neočekávaný operátor / Chyba ve výrazu: Neočekávaný operátor / Chyba ve výrazu: Neočekávaný operátor / Chyba ve výrazu: Neočekávaný operátor / Chyba ve výrazu: Neočekávaný operátor / Chyba ve výrazu: Neočekávaný operátor / Chyba ve výrazu: Neočekávaný operátor / Chyba ve výrazu: Neočekávaný operátor / Chyba ve výrazu: Neočekávaný operátor / Chyba ve výrazu: Neočekávaný operátor / Chyba ve výrazu: Neočekávaný operátor / Chyba ve výrazu: Neočekávaný operátor / Chyba ve výrazu: Neočekávaný operátor / Chyba ve výrazu: Neočekávaný operátor / -1.0000-0 | 100531 Q26779661 | Kategorie „Lípy u sv. Jana Nepomuckého“ na Wikimedia Commons                | U sochy sv. Jana Nepomuckého v Dolní Moravici |
| Lípa v Dolním Václavově                       |                                              | Dolní Václavov 49°58′18″ s. š., 17°22′42″ v. d.           | lípa velkolistá | 540 | 100498 Q26785340 |                                                                             | Na jižním konci obce, vpravo nad polní cestou |
| Václavovská lípa                              |                                              | Dolní Václavov 49°58′37″ s. š., 17°22′30″ v. d.           | lípa velkolistá | 650 | 100562 Q26785487 | Kategorie „Václavovská Lípa“ na Wikimedia Commons                           | v zahradě u domu čp. 9, jižní konec obce |
| Buk u Černých                                 |                                              | Dvorce u Bruntálu 49°49′45″ s. š., 17°32′34″ v. d.        | buk lesní | 385 | 105275 Q26789759 |                                                                             | V soukromé zahradě u čp. 291 |
| Jilm horský †                                 |                                              | Dvorce u Bruntálu                                         | Jilm horský | & Chyba ve výrazu: Neočekávaný operátor / Chyba ve výrazu: Neočekávaný operátor / Chyba ve výrazu: Neočekávaný operátor / Chyba ve výrazu: Neočekávaný operátor / Chyba ve výrazu: Neočekávaný operátor / Chyba ve výrazu: Neočekávaný operátor / Chyba ve výrazu: Neočekávaný operátor / Chyba ve výrazu: Neočekávaný operátor / Chyba ve výrazu: Neočekávaný operátor / Chyba ve výrazu: Neočekávaný operátor / Chyba ve výrazu: Neočekávaný operátor / Chyba ve výrazu: Neočekávaný operátor / Chyba ve výrazu: Neočekávaný operátor / Chyba ve výrazu: Neočekávaný operátor / Chyba ve výrazu: Neočekávaný operátor / -1.0000-0 | 106176           |                                                                             | V jižní části obce Dvorce, na zeleném prostranství před řadou garáží ul. Nádražní. Ochrana zrušena 8.8.1994 |
| Edrovický buk                                 |                                              | Edrovice 49°56′41″ s. š., 17°15′14″ v. d.                 | buk lesní | 355 | 100543 Q26785439 |                                                                             | za domem čp. 5, na pravém břehu Podolského potoka |
| Buk u Drakova                                 |                                              | Heřmanovice 50°10′18″ s. š., 17°21′34″ v. d.              | buk lesní | 460 | 100481 Q26785303 |                                                                             | V údolí Černé Opavy při okraji bývalého náhonu na hamr, na okraji lesního porostu |
| Heřmanovická lípa                             |                                              | Heřmanovice 50°11′53″ s. š., 17°22′56″ v. d.              | lípa obecná | 700 | 100516 Q26785378 |                                                                             | Po pravé straně silnice u rekreační chalupy čp. 370 |
| Modřín japonský v Heřmanovicích               |                                              | Heřmanovice 50°11′32″ s. š., 17°23′33″ v. d.              | modřín japonský | 240 | 100517 Q26785380 |                                                                             | v obci po pravé straně směrem na Albrechtice, u oplocení rodinné zahrady |
| Třešeň pod Holým vrchem                       |                                              | Heřmanovice 50°11′49″ s. š., 17°22′53″ v. d.              | třešeň ptačí | 308 | 100508 Q26785361 |                                                                             | na okraji louky na pravé straně silnice Heřmanovice- Vrbno |
| Lípa u kostela sv. Kateřiny                   |                                              | Horní Benešov 49°58′4″ s. š., 17°36′1″ v. d.              | lípa velkolistá | 487 | 106479           |                                                                             | U kostela svaté Kateřiny |
| Tis červený                                   | Tis červený                                  | Horní Město 49°54′30″ s. š., 17°12′48″ v. d.              | tis červený | 245 | 100550 Q26785453 |                                                                             | V centru obce na soukromém pozemku vedle hospodářské budovy |
| Hadí královna                                 | Hadí královna                                | Horní Moravice 49°59′3″ s. š., 17°17′45″ v. d.            | lípa velkolistá | 927 | 100564 Q12018864 |                                                                             | U zastávky přes potok za můstkem vlevo podél chat |
| Jasan u Lukešů                                | Jasan u Lukešů                               | Horní Moravice 49°58′51″ s. š., 17°18′8″ v. d.            | jasan ztepilý | 349 | 100563 Q26785490 |                                                                             | u čp. 47, u trati |
| Klen pod Pavelkem                             |                                              | Horní Moravice 49°58′54″ s. š., 17°18′2″ v. d.            | javor klen | 345 | 100526 Q26785403 | Kategorie „Klen pod Pavelkem“ na Wikimedia Commons                          | V obci mezi cestou a potokem |
| Lípa u Romérova statku                        |                                              | Horní Moravice 49°59′0″ s. š., 17°17′41″ v. d.            | lípa obecná | 405 | 100555 Q26785467 |                                                                             | v Dolní Moravici, na křižovatce, proti Hadí královně |
| Modřín nad Horní Moravicí                     |                                              | Horní Moravice 49°58′57″ s. š., 17°17′27″ v. d.           | modřín opadavý | 260 | 100512 Q26785372 |                                                                             | Za železničním přejezdem na rozcestí vpravo asi 300 m směrem na Francovou, vlevo od cesty |
| Lípa v Horním Václavově                       |                                              | Horní Václavov 49°58′52″ s. š., 17°21′42″ v. d.           | lípa velkolistá | 458 | 100493 Q26785330 |                                                                             | Po pravé straně komunikace z Václavova do Dolní Moravice, před stodolou u čp. 71 |
| Jamartická lípa                               |                                              | Jamartice                                                 | lípa velkolistá | 600 | 106206 Q73601626 |                                                                             | Lípa roste u plotu v zadní části Jamartického hřbitova |
| Janovská lípa                                 | Janovská lípa                                | Janov u Krnova 50°14′33″ s. š., 17°28′17″ v. d.           | lípa velkolistá | 880 | 100544 Q12023529 |                                                                             | Naproti domu č. 122 |
| Jasan v Janušově u čp. 141                    |                                              | Janovice u Rýmařova                                       | jasan ztepilý | 465 | 106214 Q73601681 |                                                                             | Strom roste v oplocené zadradě u rodinného domu cca 8m severozápadně od domu. Stáří se odhaduje na 180 - 230 let. |
| Lípa u Janovického hřbitova                   |                                              | Janovice u Rýmařova                                       | lípa obecná | 349 | 106203 Q73601619 |                                                                             | Lípa je součástí stromořadí vedoucího ke hřbitovu v Janovicích. |
| Lípa v Janovicích nad zámkem                  |                                              | Janovice u Rýmařova                                       | lípa srdčitá | 510 | 106217 Q73601725 |                                                                             | Strom roste v parku před zámkem v Janovicích cca 9m od silnice I/11. Odhadované stáří 180 - 230 let. |
| Lípa v kočárové aleji                         |                                              | Janovice u Rýmařova                                       | lípa obecná | 343 | 106202 Q73601617 |                                                                             | Lípa je součástí původní kočárové aleje vedoucí ke koňským stájím. |
| Lípa velkolistá †                             |                                              | Janovice u Rýmařova                                       | lípa velkolistá | & Chyba ve výrazu: Neočekávaný operátor / Chyba ve výrazu: Neočekávaný operátor / Chyba ve výrazu: Neočekávaný operátor / Chyba ve výrazu: Neočekávaný operátor / Chyba ve výrazu: Neočekávaný operátor / Chyba ve výrazu: Neočekávaný operátor / Chyba ve výrazu: Neočekávaný operátor / Chyba ve výrazu: Neočekávaný operátor / Chyba ve výrazu: Neočekávaný operátor / Chyba ve výrazu: Neočekávaný operátor / Chyba ve výrazu: Neočekávaný operátor / Chyba ve výrazu: Neočekávaný operátor / Chyba ve výrazu: Neočekávaný operátor / Chyba ve výrazu: Neočekávaný operátor / Chyba ve výrazu: Neočekávaný operátor / -1.0000-0 | 100492           |                                                                             | v zahradě Spitzerovy vily |
| Mléč v zámeckém parku †                       |                                              | Janovice u Rýmařova                                       | javor mléč | 465 | 104408           |                                                                             | v parku v Janovicích |
| Lípa v Janušově                               |                                              | Janušov 49°56′51″ s. š., 17°15′11″ v. d.                  | lípa velkolistá | 370 | 100554 Q26785464 |                                                                             | u novostavby |
| Trojice smrků u bývalé hájenky Svinný potok   |                                              | Jindřichov ve Slezsku 50°13′22″ s. š., 17°29′14″ v. d.    | smrk ztepilý (3) | & Chyba ve výrazu: Neočekávaný operátor / Chyba ve výrazu: Neočekávaný operátor / Chyba ve výrazu: Neočekávaný operátor / Chyba ve výrazu: Neočekávaný operátor / Chyba ve výrazu: Neočekávaný operátor / Chyba ve výrazu: Neočekávaný operátor / Chyba ve výrazu: Neočekávaný operátor / Chyba ve výrazu: Neočekávaný operátor / Chyba ve výrazu: Neočekávaný operátor / Chyba ve výrazu: Neočekávaný operátor / Chyba ve výrazu: Neočekávaný operátor / Chyba ve výrazu: Neočekávaný operátor / Chyba ve výrazu: Neočekávaný operátor / Chyba ve výrazu: Neočekávaný operátor / Chyba ve výrazu: Neočekávaný operátor / -1.0000-0 | 100514 Q26779654 |                                                                             | Nad bývalou hájenkou Svinný potok po pravé straně cesty směrem na Kraví Horu |
| Lípa na Hadím vrchu                           |                                              | Karlov pod Pradědem 50°1′6″ s. š., 17°18′14″ v. d.        | lípa velkolistá | 810 | 100559 Q26785477 |                                                                             | Na okraji chatové zástavby na Hadím vrchu, travnatá plocha u příjezdové cesty k poslední chatě |
| Lípa u Kazmarky                               |                                              | Karlov pod Pradědem 50°1′6″ s. š., 17°17′37″ v. d.        | lípa velkolistá | 470 | 100561 Q26785485 |                                                                             | U rekreačního zařízení Kazmarka |
| Lípa v Karlově u čp. 1                        |                                              | Karlov pod Pradědem 50°1′5″ s. š., 17°18′23″ v. d.        | lípa obecná | 573 | 100557 Q26785471 |                                                                             | V obci u čp. 1 |
| Lípy v Karlově                                |                                              | Karlov pod Pradědem 50°1′5″ s. š., 17°17′26″ v. d.        | lípa srdčitá (3) | & Chyba ve výrazu: Neočekávaný operátor / Chyba ve výrazu: Neočekávaný operátor / Chyba ve výrazu: Neočekávaný operátor / Chyba ve výrazu: Neočekávaný operátor / Chyba ve výrazu: Neočekávaný operátor / Chyba ve výrazu: Neočekávaný operátor / Chyba ve výrazu: Neočekávaný operátor / Chyba ve výrazu: Neočekávaný operátor / Chyba ve výrazu: Neočekávaný operátor / Chyba ve výrazu: Neočekávaný operátor / Chyba ve výrazu: Neočekávaný operátor / Chyba ve výrazu: Neočekávaný operátor / Chyba ve výrazu: Neočekávaný operátor / Chyba ve výrazu: Neočekávaný operátor / Chyba ve výrazu: Neočekávaný operátor / -1.0000-0 | 100539 Q26779659 |                                                                             | na stráni za Kazmarkou, na konci Karlova, vlevo od cesty |
| Buk dvoják u mostu                            | Buk dvoják u mostu                           | Karlova Studánka 50°4′23″ s. š., 17°18′34″ v. d.          | buk lesní | 365 | 105058 Q26789646 | Kategorie „Buk dvoják u mostu“ na Wikimedia Commons                         | v obci poblíž mostu na pravém břehu Bílé Opavy |
| Buk na křižovatce pod Hubertovem              | Detail kmene                                 | Karlova Studánka 50°4′28″ s. š., 17°18′ v. d.             | buk lesní | 493 | 105060 Q26789648 | Kategorie „Buk na křižovatce pod Hubertovem“ na Wikimedia Commons           | u křižovatky komunikací Karlova Studánka-Malá Morávka |
| Buk u mateřské školy                          | Dub u mateřské školy                         | Karlova Studánka 50°4′20″ s. š., 17°18′29″ v. d.          | buk lesní | 436 | 105059 Q26789647 | Kategorie „Buk u mateřské školy“ na Wikimedia Commons                       | na travnaté ploše mezi hřištěm a mateřskou školou, při jižním okraji lázeňského parku |
| Jedle v lázeňském parku nad Pitným pavilonem  | Jedle v lázeňském parku nad Pitným pavilonem | Karlova Studánka 50°4′26″ s. š., 17°18′9″ v. d.           | jedle bělokorá | 405 | 100504 Q15406841 | Kategorie „Jedle v lázeňském parku“ na Wikimedia Commons                    | V lázeňském parku nad Pitným pavilonem |
| Lípy u Hubertusu                              | Celá alej lip                                | Karlova Studánka 50°4′28″ s. š., 17°18′2″ v. d.           | lípa velkolistá (1) lípa srdčitá (1) | & Chyba ve výrazu: Neočekávaný operátor / Chyba ve výrazu: Neočekávaný operátor / Chyba ve výrazu: Neočekávaný operátor / Chyba ve výrazu: Neočekávaný operátor / Chyba ve výrazu: Neočekávaný operátor / Chyba ve výrazu: Neočekávaný operátor / Chyba ve výrazu: Neočekávaný operátor / Chyba ve výrazu: Neočekávaný operátor / Chyba ve výrazu: Neočekávaný operátor / Chyba ve výrazu: Neočekávaný operátor / Chyba ve výrazu: Neočekávaný operátor / Chyba ve výrazu: Neočekávaný operátor / Chyba ve výrazu: Neočekávaný operátor / Chyba ve výrazu: Neočekávaný operátor / Chyba ve výrazu: Neočekávaný operátor / -1.0000-0 | 105061 Q26779650 | Kategorie „Lípy u Hubertusu“ na Wikimedia Commons                           | naproti hotelu Hubertus, ve stromořadí u silnice; obvod kmene: 458 cm, 456 cm |
| Lípy v Karlovicích                            |                                              | Karlovice ve Slezsku 50°6′20″ s. š., 17°26′49″ v. d.      | lípa velkolistá (1) lípa srdčitá (1) | & Chyba ve výrazu: Neočekávaný operátor / Chyba ve výrazu: Neočekávaný operátor / Chyba ve výrazu: Neočekávaný operátor / Chyba ve výrazu: Neočekávaný operátor / Chyba ve výrazu: Neočekávaný operátor / Chyba ve výrazu: Neočekávaný operátor / Chyba ve výrazu: Neočekávaný operátor / Chyba ve výrazu: Neočekávaný operátor / Chyba ve výrazu: Neočekávaný operátor / Chyba ve výrazu: Neočekávaný operátor / Chyba ve výrazu: Neočekávaný operátor / Chyba ve výrazu: Neočekávaný operátor / Chyba ve výrazu: Neočekávaný operátor / Chyba ve výrazu: Neočekávaný operátor / Chyba ve výrazu: Neočekávaný operátor / -1.0000-0 | 100540 Q26779647 |                                                                             | V centru obce u kříže |
| Buk převislý v Krnově                         |                                              | Krnov-Horní Předměstí 50°5′16″ s. š., 17°41′25″ v. d.     | buk lesní červenolistý | 425 | 100484 Q26785311 |                                                                             | V zahrádkářské kolonii, severně od řeky Opavy |
| Dub a buk na náměstí Míru                     |                                              | Krnov-Horní Předměstí 50°5′13″ s. š., 17°42′ v. d.        | dub letní (1) buk lesní (1) | & Chyba ve výrazu: Neočekávaný operátor / Chyba ve výrazu: Neočekávaný operátor / Chyba ve výrazu: Neočekávaný operátor / Chyba ve výrazu: Neočekávaný operátor / Chyba ve výrazu: Neočekávaný operátor / Chyba ve výrazu: Neočekávaný operátor / Chyba ve výrazu: Neočekávaný operátor / Chyba ve výrazu: Neočekávaný operátor / Chyba ve výrazu: Neočekávaný operátor / Chyba ve výrazu: Neočekávaný operátor / Chyba ve výrazu: Neočekávaný operátor / Chyba ve výrazu: Neočekávaný operátor / Chyba ve výrazu: Neočekávaný operátor / Chyba ve výrazu: Neočekávaný operátor / Chyba ve výrazu: Neočekávaný operátor / -1.0000-0 | 100536 Q26779652 | Kategorie „Dub a buk na náměstí Míru (Krnov)“ na Wikimedia Commons          | na náměstí v Krnově v západní části parku u jezírka |
| Dub na okruhu                                 |                                              | Krnov-Horní Předměstí 50°5′17″ s. š., 17°41′58″ v. d.     | dub zimní | 400 | 104739 Q26789367 |                                                                             | travnatá plocha Městského parku přiléhající k chodníku u komunikace I/57, stáří 150–200 let |
| Javor v zahradě Miks                          |                                              | Krnov-Horní Předměstí 50°5′15″ s. š., 17°41′22″ v. d.     | javor klen | 365 | 105583 Q26790157 |                                                                             | V zahradě městského informačního střediska |
| Jinan lékárníka Convalla Spatziera            |                                              | Krnov-Horní Předměstí 50°5′21″ s. š., 17°42′14″ v. d.     | jinan dvoulaločný | 267 | 106507           |                                                                             | Dominanta vnitrobloku na Vodní ulici. Původně v zahradě domu místního lékárníka Convalla Spatziera. |
| Křišťanovický jasan                           |                                              | Křišťanovice 49°50′50″ s. š., 17°30′38″ v. d.             | jasan ztepilý | 561 | 100549 Q26785449 |                                                                             | Vlevo na svahu u silnice ve směru od Moravského Berouna u čp. 16 |
| Lomnická lípa                                 |                                              | Lomnice u Rýmařova 49°52′10″ s. š., 17°24′49″ v. d.       | lípa srdčitá | 578 | 100548 Q26785447 | Kategorie „Lomnická lípa“ na Wikimedia Commons                              | V obci u hlavní silnice, u domu čp. 9 |
| Jasan u zámečku                               |                                              | Ludvíkov pod Pradědem 50°6′44″ s. š., 17°20′40″ v. d.     | jasan ztepilý | 410 | 105055 Q26789643 | Kategorie „Jasan u zámečku“ na Wikimedia Commons                            | v obci na levém břehu Bílé Opavy (blízko vily čp. 18, tzv. Zámeček) |
| Jasan v bývalém areálu Jitřenka               |                                              | Ludvíkov pod Pradědem 50°5′55″ s. š., 17°20′12″ v. d.     | jasan ztepilý | 400 | 105056 Q26789644 | Kategorie „Jasan v bývalém areálu Jitřenka“ na Wikimedia Commons            | v obci na levém břehu Bílé Opavy |
| Jedle Vévodkyně                               |                                              | Ludvíkov pod Pradědem 50°5′2″ s. š., 17°19′21″ v. d.      | jedle bělokorá | & Chyba ve výrazu: Neočekávaný operátor / Chyba ve výrazu: Neočekávaný operátor / Chyba ve výrazu: Neočekávaný operátor / Chyba ve výrazu: Neočekávaný operátor / Chyba ve výrazu: Neočekávaný operátor / Chyba ve výrazu: Neočekávaný operátor / Chyba ve výrazu: Neočekávaný operátor / Chyba ve výrazu: Neočekávaný operátor / Chyba ve výrazu: Neočekávaný operátor / Chyba ve výrazu: Neočekávaný operátor / Chyba ve výrazu: Neočekávaný operátor / Chyba ve výrazu: Neočekávaný operátor / Chyba ve výrazu: Neočekávaný operátor / Chyba ve výrazu: Neočekávaný operátor / Chyba ve výrazu: Neočekávaný operátor / -1.0000-0 | 100503 Q15406839 | Kategorie „Jedle Vévodkyně“ na Wikimedia Commons                            | u silnice Karlova Studánka-Ludvíkov |
| Lípa nad řekou                                |                                              | Ludvíkov pod Pradědem 50°6′7″ s. š., 17°20′17″ v. d.      | lípa obecná | 544 | 105057 Q26789645 | Kategorie „Lípa nad řekou“ na Wikimedia Commons                             | v obci na levém břehu Bílé Opavy, přibližně na úrovni Hospůdky u Jiřího, na protějším břehu |
| Lípa u zámečku                                | Lípa u Kohoutů                               | Ludvíkov pod Pradědem 50°6′43″ s. š., 17°20′41″ v. d.     | lípa obecná | 462 | 105054 Q26789642 | Kategorie „Lípa u zámečku“ na Wikimedia Commons                             | poblíž zámečku v obci, na levém břehu Bílé Opavy (blízko vily čp. 18, tzv. Zámeček) |
| Jasan u bývalého polesí                       |                                              | Malá Morávka 50°0′50″ s. š., 17°19′ v. d.                 | jasan ztepilý | 423 | 100527 Q26785406 |                                                                             | U bývalého rybníka, v centru obce |
| Jilm v Malé Morávce †                         |                                              | Malá Morávka                                              | jilm horský | 400 | 100513           |                                                                             | V obci vpravo při silnici na Karlov, pod Kapličkovým vrchem |
| Lípa na Kapličkovém vrchu                     |                                              | Malá Morávka 50°1′12″ s. š., 17°18′31″ v. d.              | lípa velkolistá | 493 | 100558 Q26785473 |                                                                             | Pod kamennými schody při přístupu ke kapličce nad Malou Morávkou |
| Lípa u bývalé pily                            |                                              | Malá Morávka 50°0′17″ s. š., 17°18′59″ v. d.              | lípa velkolistá | 785 | 100519 Q26785388 | Kategorie „Lípa u bývalé pily“ na Wikimedia Commons                         | Na levobřežním okraji údolní nivy řeky Moravice, u místní komunikace |
| Lípa v zatáčce v Horní Morávce †              |                                              | Malá Morávka 50°2′21″ s. š., 17°18′24″ v. d.              | lípa obecná | 512 | 100523 Q26785396 | Kategorie „Lípa v zatáčce v Horní Morávce“ na Wikimedia Commons             | Strom rostl v zatáčce v Malé Morávce. Měl mohutný kmen rozdvojený od 2,5 m. Větve nad silnicí byly poškozovány vysoko naloženými nákladními vozidly. Lípa padla v srpnu 2020. |
| Tis v Malé Morávce                            |                                              | Malá Morávka                                              | tis červený | & Chyba ve výrazu: Neočekávaný operátor / Chyba ve výrazu: Neočekávaný operátor / Chyba ve výrazu: Neočekávaný operátor / Chyba ve výrazu: Neočekávaný operátor / Chyba ve výrazu: Neočekávaný operátor / Chyba ve výrazu: Neočekávaný operátor / Chyba ve výrazu: Neočekávaný operátor / Chyba ve výrazu: Neočekávaný operátor / Chyba ve výrazu: Neočekávaný operátor / Chyba ve výrazu: Neočekávaný operátor / Chyba ve výrazu: Neočekávaný operátor / Chyba ve výrazu: Neočekávaný operátor / Chyba ve výrazu: Neočekávaný operátor / Chyba ve výrazu: Neočekávaný operátor / Chyba ve výrazu: Neočekávaný operátor / -1.0000-0 | 106213 Q73601679 |                                                                             | Strom roste na travnaté ploše, která je prolukou mezi zástavbou a oplocenou zahradou se zelení. Lokalita je západně od kraje silnice č. 445, při křižovatce s odbočkou směrem na Bruntál. Kmen stromu je cca 16 m od okraje vozovky. Západně od stromu ve vzdálenosti cca 5 m stojí trafostanice tzv. sloupového typu. Ještě dále západněji cca 25 m prochází břeh toku říčky Morávky. |
| Dub u Lazarů                                  |                                              | Mezina 49°57′45″ s. š., 17°28′57″ v. d.                   | dub letní | 507 | 106139 Q73602180 |                                                                             | Dub roste na nádvoří statku v obci Mezina. |
| Dub u Slováků                                 |                                              | Mezina 49°57′43″ s. š., 17°29′0″ v. d.                    | dub letní | 292 | 100491 Q26785328 |                                                                             | Po levé straně komunikace ze statku u Slováků |
| Klen v Mezině                                 |                                              | Mezina 49°57′23″ s. š., 17°28′19″ v. d.                   | javor klen | 320 | 104625 Q26789291 |                                                                             | na louce v zatáčce u kostela |
| Lípa u Kohoutů                                | Lípa u Kohoutů                               | Mezina 49°57′ s. š., 17°28′21″ v. d.                      | lípa velkolistá | 441 | 100490 Q12034662 |                                                                             | U bývalého polesí, na horním konci obce |
| Mléč v Mezině †                               |                                              | Mezina 49°57′45″ s. š., 17°29′8″ v. d.                    | javor mléč | 386 | 100510           |                                                                             | v rohu zahrady u čp. 122 v obci |
| Lípa v Mirotínku                              |                                              | Mirotínek 49°53′2″ s. š., 17°9′43″ v. d.                  | lípa velkolistá | 437 | 100509 Q26785365 |                                                                             | U rekreačního domku na okraji zástavby |
| Mnichovský modřín                             |                                              | Mnichov pod Pradědem 50°8′16″ s. š., 17°22′36″ v. d.      | modřín opadavý | 310 | 105125 Q26789692 | Kategorie „Mnichovský modřín“ na Wikimedia Commons                          | na okraji místní komunikace v obci, cca 5 m od hospodářského skladu |
| Lípa v Nové Rudné                             |                                              | Nová Rudná 50°1′13″ s. š., 17°19′56″ v. d.                | lípa velkolistá | 400 | 100494 Q26785334 |                                                                             | při místní komunikaci nad sjezdem k železničnímu přejezdu |
| Jasan v zatáčce pod kostelem v Nové Vsi       |                                              | Nová Ves u Rýmařova 49°59′27″ s. š., 17°16′23″ v. d.      | jasan ztepilý | 309 | 100567 Q26785502 | Kategorie „Jasan v zatáčce pod kostelem v Nové Vsi“ na Wikimedia Commons    | u zatáčky pod hřbitovem a kostelem |
| Lípa nad ovčínem                              |                                              | Nová Ves u Rýmařova 49°59′25″ s. š., 17°16′12″ v. d.      | lípa obecná | 534 | 100556 Q26785469 | Kategorie „Lípa nad ovčínem“ na Wikimedia Commons                           | U chaty A na západním konci Nové Vsi |
| Lípa pod Panorámkou                           |                                              | Nová Ves u Rýmařova 49°59′36″ s. š., 17°16′0″ v. d.       | lípa obecná | 500 | 100566 Q26785499 | Kategorie „Lípa pod Panorámkou“ na Wikimedia Commons                        | pod zatáčkou silnice nad Novou Vsí |
| Lípa u Franz-Franze                           |                                              | Nová Ves u Rýmařova 49°58′46″ s. š., 17°16′52″ v. d.      | lípa velkolistá | 466 | 100524 Q26785398 |                                                                             | Na okraji pastviny poblíž lesa |
| Maďal v Nové Vsi                              |                                              | Nová Ves u Rýmařova 49°59′23″ s. š., 17°16′32″ v. d.      | jírovec maďal | 581 | 100565 Q26785493 |                                                                             | U silnice proti rybníčku |
| Král modřínů                                  |                                              | Nové Heřminovy 50°2′16″ s. š., 17°31′36″ v. d.            | modřín opadavý | 345 | 100488 Q26785323 |                                                                             | Pod Břidličným vrchem, vpravo od lesní cesty vedoucí od Nových Heřminov na Ptačí horu; údajně vysazen 1682(?) |
| Ondřejovská lípa                              |                                              | Ondřejov u Rýmařova 49°55′5″ s. š., 17°17′13″ v. d.       | lípa malolistá | 506 | 100547 Q26785444 |                                                                             | V zahradě u čp. 42 |
| Lípa na Cvilíně                               |                                              | Opavské Předměstí 50°4′47″ s. š., 17°43′18″ v. d.         | lípa malolistá | 410 | 100542 Q26785436 |                                                                             | za poutním kostelem na Cvilíně |
| Jasan na Ranné                                |                                              | Podlesí pod Pradědem 50°2′19″ s. š., 17°19′22″ v. d.      | jasan ztepilý | 300 | 105123 Q26789690 |                                                                             | u křižovatky cest na hřebeni uprostřed lučních porostů, v okolí roztroušená zástavba a pozůstatky bývalých zemědělských usedlostí |
| Jasany v Podlesí nad hřbitovem                |                                              | Podlesí pod Pradědem 50°2′10″ s. š., 17°20′2″ v. d.       | jasan ztepilý (3) | & Chyba ve výrazu: Neočekávaný operátor / Chyba ve výrazu: Neočekávaný operátor / Chyba ve výrazu: Neočekávaný operátor / Chyba ve výrazu: Neočekávaný operátor / Chyba ve výrazu: Neočekávaný operátor / Chyba ve výrazu: Neočekávaný operátor / Chyba ve výrazu: Neočekávaný operátor / Chyba ve výrazu: Neočekávaný operátor / Chyba ve výrazu: Neočekávaný operátor / Chyba ve výrazu: Neočekávaný operátor / Chyba ve výrazu: Neočekávaný operátor / Chyba ve výrazu: Neočekávaný operátor / Chyba ve výrazu: Neočekávaný operátor / Chyba ve výrazu: Neočekávaný operátor / Chyba ve výrazu: Neočekávaný operátor / -1.0000-0 | 105127 Q26779583 |                                                                             | rozvolněné stromořadí podél okraje bývalé cesty mezi lučními porosty, cca 220 m severně od hřbitova a kostelíka v Podlesí; obvody kmenů: 270 cm, 345 cm, 457 cm |
| Lípa v Podlesí, u bývalého statku Vodičkových |                                              | Podlesí pod Pradědem 50°2′ s. š., 17°19′58″ v. d.         | lípa srdčitá | & Chyba ve výrazu: Neočekávaný operátor / Chyba ve výrazu: Neočekávaný operátor / Chyba ve výrazu: Neočekávaný operátor / Chyba ve výrazu: Neočekávaný operátor / Chyba ve výrazu: Neočekávaný operátor / Chyba ve výrazu: Neočekávaný operátor / Chyba ve výrazu: Neočekávaný operátor / Chyba ve výrazu: Neočekávaný operátor / Chyba ve výrazu: Neočekávaný operátor / Chyba ve výrazu: Neočekávaný operátor / Chyba ve výrazu: Neočekávaný operátor / Chyba ve výrazu: Neočekávaný operátor / Chyba ve výrazu: Neočekávaný operátor / Chyba ve výrazu: Neočekávaný operátor / Chyba ve výrazu: Neočekávaný operátor / -1.0000-0 | 100480 Q26785286 |                                                                             | U domu čp. 14, rodový strom |
| Lípa v Razové                                 |                                              | Razová 49°55′54″ s. š., 17°32′0″ v. d.                    | lípa velkolistá | 373 | 104630 Q26789293 |                                                                             | u schodů ke kostelu v obci |
| Douglaska v Rýmařově                          |                                              | Rýmařov 49°55′54″ s. š., 17°16′27″ v. d.                  | douglaska tisolistá | 280 | 100520 Q26785391 | Kategorie „Douglaska v Rýmařově“ na Wikimedia Commons                       | V řadě douglasek v parku u Střediska volného času, druhá ulice východně od náměstí Míru, za autobusovým nádražím. Strom není konkrétně označen |
| Lípa Komenského v Rýmařově                    |                                              | Rýmařov 49°55′53″ s. š., 17°16′26″ v. d.                  | lípa velkolistá | 535 | 100515 Q26785376 | Kategorie „Lípa Komenského v Rýmařově“ na Wikimedia Commons                 | V parku u Střediska volného času, druhá ulice východně od náměstí Míru, za autobusovým nádražím; zasazena údajně v r. 1592 |
| Lípa v Rýmařově                               |                                              | Rýmařov 49°55′59″ s. š., 17°16′12″ v. d.                  | lípa velkolistá | 415 | 106041 Q26790654 |                                                                             | V obci v rohu travnaté plochy mezi ulicemi Divadelní a Havlíčkova |
| Lípy u kaple Navštívení Panny Marie           |                                              | Rýmařov 49°56′7″ s. š., 17°16′52″ v. d.                   | lípa velkolistá lípa malolistá | & Chyba ve výrazu: Neočekávaný operátor / Chyba ve výrazu: Neočekávaný operátor / Chyba ve výrazu: Neočekávaný operátor / Chyba ve výrazu: Neočekávaný operátor / Chyba ve výrazu: Neočekávaný operátor / Chyba ve výrazu: Neočekávaný operátor / Chyba ve výrazu: Neočekávaný operátor / Chyba ve výrazu: Neočekávaný operátor / Chyba ve výrazu: Neočekávaný operátor / Chyba ve výrazu: Neočekávaný operátor / Chyba ve výrazu: Neočekávaný operátor / Chyba ve výrazu: Neočekávaný operátor / Chyba ve výrazu: Neočekávaný operátor / Chyba ve výrazu: Neočekávaný operátor / Chyba ve výrazu: Neočekávaný operátor / -1.0000-0 | 106025 Q26779656 |                                                                             | V druhové výsadbě stromů kolem kaple jako součást parku |
| Javor klen †                                  |                                              | Ryžoviště 49°52′31″ s. š., 17°21′50″ v. d.                | javor klen | 284 | 100487 Q26785319 |                                                                             | V obci u hospodářského objektu. Ochrana památného stromu byla zrušena 06.01.2020. |
| Javor v Ryžovišti †                           |                                              | Ryžoviště                                                 | javor mléč | 355 | 100521           |                                                                             | Ve svahu u rodinného domu na okraji obce |
| Lípa v Ryžovišti                              |                                              | Ryžoviště 49°52′28″ s. š., 17°22′4″ v. d.                 | lípa velkolistá | 360 | 100511 Q26785367 |                                                                             | Na zahradě u rekreačního domku na východním okraji obce |
| Lípa velkolistá                               |                                              | Ryžoviště 49°52′26″ s. š., 17°21′37″ v. d.                | lípa velkolistá | 410 | 100486 Q26785316 | Kategorie „Lípa velkolistá v Ryžovišti“ na Wikimedia Commons                | Na hřbitově |
| Třešeň ptačí †                                |                                              | Skály u Rýmařova                                          | třešeň ptačí | 325 | 100483           |                                                                             | na okraji lesního porostu u bývalé polní cesty |
| Lípa v Sovinci †                              |                                              | Sovinec                                                   | lípa malolistá | 402 | 100546           |                                                                             | V lesním porostu u cesty nad hradem |
| Klen u pily                                   |                                              | Stará Ves u Rýmařova 49°58′15″ s. š., 17°13′53″ v. d.     | javor klen | 510 | 100552 Q26785459 |                                                                             | Vlevo od silnice k Anenské Huti naproti pile |
| Klen u Pstružího potoka                       |                                              | Stará Ves u Rýmařova 49°57′7″ s. š., 17°13′55″ v. d.      | javor klen | 495 | 100525 Q26785401 |                                                                             | travnatý cíp pole |
| Lípa u Bahňáku                                |                                              | Stará Ves u Rýmařova 49°57′21″ s. š., 17°14′13″ v. d.     | lípa srdčitá | 380 | 100553 Q26785462 |                                                                             | u stodoly za kinem |
| Lípa u Křížku                                 |                                              | Stránské                                                  | lípa velkolistá | 452 | 106205 Q73601624 |                                                                             | Lípa roste u božích muk na okraji pastviny cca 5 m od komunikace v otevřené krajině |
| Lípa u rybníčku                               |                                              | Stránské                                                  | lípa obecná | 389 | 106207 Q73601629 |                                                                             | Lípa je součástí stromořadí v místní části Stránské, roste ve vzdálenosti cca 9 m od rybníčku u nedělní školy |
| Lípa ve Stránském                             |                                              | Stránské                                                  | lípa velkolistá | 540 | 106204 Q73601621 |                                                                             | Lípa roste v zahradě u rodinného domu při hranici pozemků cca 3m od místní komunikace |
| Lípa ve Stránském †                           |                                              | Stránské                                                  | lípa velkolistá | 640 | 100495           |                                                                             | Na jižním okraji obce za křižovatkou při silnici na Jiříkov |
| Dub u rybníčku ve Světlé Hoře                 |                                              | Světlá Hora                                               | dub zimní | 300 | 106215 Q73601685 |                                                                             | Strom roste v centrální části obce na volném travnatém pásu mezi rybníčkem a místní komunikací, cca 12m od břehu vodní plochy. |
| Lípy u Koňaříků v Podlesí                     |                                              | Světlá Hora 50°2′27″ s. š., 17°20′45″ v. d.               | lípa malolistá | & Chyba ve výrazu: Neočekávaný operátor / Chyba ve výrazu: Neočekávaný operátor / Chyba ve výrazu: Neočekávaný operátor / Chyba ve výrazu: Neočekávaný operátor / Chyba ve výrazu: Neočekávaný operátor / Chyba ve výrazu: Neočekávaný operátor / Chyba ve výrazu: Neočekávaný operátor / Chyba ve výrazu: Neočekávaný operátor / Chyba ve výrazu: Neočekávaný operátor / Chyba ve výrazu: Neočekávaný operátor / Chyba ve výrazu: Neočekávaný operátor / Chyba ve výrazu: Neočekávaný operátor / Chyba ve výrazu: Neočekávaný operátor / Chyba ve výrazu: Neočekávaný operátor / Chyba ve výrazu: Neočekávaný operátor / -1.0000-0 | 105961 Q26779639 |                                                                             | Na travnaté ploše před kůlnou v blízkosti účelové zemědělské komunikace |
| Tlustá Berta †                                |                                              | Široká Niva 50°5′19″ s. š., 17°27′8″ v. d.                | jedle bělokorá | 375 | 100489           |                                                                             | Pod silnicí Karlovice-Bruntál, v lesním porostu mezi osadou Pocheň a Karlovicemi |
| Vajglovská lípa                               |                                              | Vajglov 49°54′ s. š., 17°21′28″ v. d.                     | lípa malolistá | 640 | 100545 Q26785442 |                                                                             | V louce vpravo od silnice Rýžoviště-Břidličná za odbočkou na Albrechtice u Rýmařova |
| Bratrská lípa                                 |                                              | Velká Štáhle 49°55′56″ s. š., 17°21′9″ v. d.              | lípa malolistá | 730 | 100560 Q26785481 |                                                                             | V centru obce ve směru do Břidličné vpravo u silnice u autobusové zastávky |
| Dub na náměstí sv. Michala                    |                                              | Vrbno pod Pradědem 50°7′2″ s. š., 17°22′42″ v. d.         | dub letní | & Chyba ve výrazu: Neočekávaný operátor / Chyba ve výrazu: Neočekávaný operátor / Chyba ve výrazu: Neočekávaný operátor / Chyba ve výrazu: Neočekávaný operátor / Chyba ve výrazu: Neočekávaný operátor / Chyba ve výrazu: Neočekávaný operátor / Chyba ve výrazu: Neočekávaný operátor / Chyba ve výrazu: Neočekávaný operátor / Chyba ve výrazu: Neočekávaný operátor / Chyba ve výrazu: Neočekávaný operátor / Chyba ve výrazu: Neočekávaný operátor / Chyba ve výrazu: Neočekávaný operátor / Chyba ve výrazu: Neočekávaný operátor / Chyba ve výrazu: Neočekávaný operátor / Chyba ve výrazu: Neočekávaný operátor / -1.0000-0 | 100502 Q26785353 | Kategorie „Dub na náměstí sv. Michala“ na Wikimedia Commons                 | na náměstí sv. Michala |
| Lípa u kapličky pod hřbitovem                 |                                              | Vrbno pod Pradědem 50°7′ s. š., 17°22′38″ v. d.           | lípa srdčitá | & Chyba ve výrazu: Neočekávaný operátor / Chyba ve výrazu: Neočekávaný operátor / Chyba ve výrazu: Neočekávaný operátor / Chyba ve výrazu: Neočekávaný operátor / Chyba ve výrazu: Neočekávaný operátor / Chyba ve výrazu: Neočekávaný operátor / Chyba ve výrazu: Neočekávaný operátor / Chyba ve výrazu: Neočekávaný operátor / Chyba ve výrazu: Neočekávaný operátor / Chyba ve výrazu: Neočekávaný operátor / Chyba ve výrazu: Neočekávaný operátor / Chyba ve výrazu: Neočekávaný operátor / Chyba ve výrazu: Neočekávaný operátor / Chyba ve výrazu: Neočekávaný operátor / Chyba ve výrazu: Neočekávaný operátor / -1.0000-0 | 100482 Q26785307 | Kategorie „Lípa u kapličky pod hřbitovem“ na Wikimedia Commons              | Na hřbitově u kaple, postavené kolem r. 1817 |
| Mléč na křižovatce k Železné                  |                                              | Vrbno pod Pradědem 50°7′28″ s. š., 17°21′46″ v. d.        | javor mléč | & Chyba ve výrazu: Neočekávaný operátor / Chyba ve výrazu: Neočekávaný operátor / Chyba ve výrazu: Neočekávaný operátor / Chyba ve výrazu: Neočekávaný operátor / Chyba ve výrazu: Neočekávaný operátor / Chyba ve výrazu: Neočekávaný operátor / Chyba ve výrazu: Neočekávaný operátor / Chyba ve výrazu: Neočekávaný operátor / Chyba ve výrazu: Neočekávaný operátor / Chyba ve výrazu: Neočekávaný operátor / Chyba ve výrazu: Neočekávaný operátor / Chyba ve výrazu: Neočekávaný operátor / Chyba ve výrazu: Neočekávaný operátor / Chyba ve výrazu: Neočekávaný operátor / Chyba ve výrazu: Neočekávaný operátor / -1.0000-0 | 100499 Q26785342 |                                                                             | v obci, na křižovatce směrem na Železnou |
| Mnichovský klen                               |                                              | Mnichov (Vrbno pod Pradědem)                              | javor klen | & Chyba ve výrazu: Neočekávaný operátor / Chyba ve výrazu: Neočekávaný operátor / Chyba ve výrazu: Neočekávaný operátor / Chyba ve výrazu: Neočekávaný operátor / Chyba ve výrazu: Neočekávaný operátor / Chyba ve výrazu: Neočekávaný operátor / Chyba ve výrazu: Neočekávaný operátor / Chyba ve výrazu: Neočekávaný operátor / Chyba ve výrazu: Neočekávaný operátor / Chyba ve výrazu: Neočekávaný operátor / Chyba ve výrazu: Neočekávaný operátor / Chyba ve výrazu: Neočekávaný operátor / Chyba ve výrazu: Neočekávaný operátor / Chyba ve výrazu: Neočekávaný operátor / Chyba ve výrazu: Neočekávaný operátor / -1.0000-0 | 106216 Q73601689 | Kategorie „Mnichovský klen“ na Wikimedia Commons                            | Javor roste při severozápadním okraji pozemku, který tvoří zahradu u RD č.p. 152. Je to cca 25 m od domu a přibližně 1,5 m východně od místní komunikace. |
| Modřín v mezích nad kynologickým cvičištěm    |                                              | Vrbno pod Pradědem 50°7′ s. š., 17°21′54″ v. d.           | modřín opadavý | & Chyba ve výrazu: Neočekávaný operátor / Chyba ve výrazu: Neočekávaný operátor / Chyba ve výrazu: Neočekávaný operátor / Chyba ve výrazu: Neočekávaný operátor / Chyba ve výrazu: Neočekávaný operátor / Chyba ve výrazu: Neočekávaný operátor / Chyba ve výrazu: Neočekávaný operátor / Chyba ve výrazu: Neočekávaný operátor / Chyba ve výrazu: Neočekávaný operátor / Chyba ve výrazu: Neočekávaný operátor / Chyba ve výrazu: Neočekávaný operátor / Chyba ve výrazu: Neočekávaný operátor / Chyba ve výrazu: Neočekávaný operátor / Chyba ve výrazu: Neočekávaný operátor / Chyba ve výrazu: Neočekávaný operátor / -1.0000-0 | 100501 Q26785348 | Kategorie „Modřín v mezích nad kynologickým cvičištěm“ na Wikimedia Commons | nad kynologickým cvičištěm |
| Topol šedý u zámečku ve Vrbně                 |                                              | Vrbno pod Pradědem 50°6′47″ s. š., 17°23′34″ v. d.        | topol šedavý | & Chyba ve výrazu: Neočekávaný operátor / Chyba ve výrazu: Neočekávaný operátor / Chyba ve výrazu: Neočekávaný operátor / Chyba ve výrazu: Neočekávaný operátor / Chyba ve výrazu: Neočekávaný operátor / Chyba ve výrazu: Neočekávaný operátor / Chyba ve výrazu: Neočekávaný operátor / Chyba ve výrazu: Neočekávaný operátor / Chyba ve výrazu: Neočekávaný operátor / Chyba ve výrazu: Neočekávaný operátor / Chyba ve výrazu: Neočekávaný operátor / Chyba ve výrazu: Neočekávaný operátor / Chyba ve výrazu: Neočekávaný operátor / Chyba ve výrazu: Neočekávaný operátor / Chyba ve výrazu: Neočekávaný operátor / -1.0000-0 | 105751 Q26790298 |                                                                             | V severozápadním okraji zahrady u bývalého zámečku |
| Lípa u kostela v Zátoru                       |                                              | Zátor 50°2′24″ s. š., 17°35′32″ v. d.                     | lípa velkolistá | 455 | 100497 Q26785337 | Kategorie „Lípa u kostela“ na Wikimedia Commons                             | u kostela Nejsvětější Trojice |
| Dub ve Žďárském Potoce                        |                                              | Žďárský Potok 49°58′25″ s. š., 17°12′34″ v. d.            | dub různolistý | 358 | 100528 Q26785409 |                                                                             | u rekreačního objektu |
| Lípa na louce pana Kistana †                  |                                              | Žďárský Potok                                             | lípa velkolistá | 376 | 100530           |                                                                             | U rekreační chalupy |
| Lípa u Remešů                                 |                                              | Žďárský Potok 49°58′17″ s. š., 17°12′31″ v. d.            | lípa srdčitá | 356 | 100529 Q26785413 |                                                                             | Na břehu potoka |
| Buk v Železné                                 |                                              | Železná pod Pradědem 50°7′38″ s. š., 17°21′54″ v. d.      | buk lesní | 560 | 105124 Q26789691 |                                                                             | travnatá plocha mezi dvěma bytovými domy |
| Jilm v Bílém Potoce †                         |                                              | Železná pod Pradědem                                      | jilm horský | & Chyba ve výrazu: Neočekávaný operátor / Chyba ve výrazu: Neočekávaný operátor / Chyba ve výrazu: Neočekávaný operátor / Chyba ve výrazu: Neočekávaný operátor / Chyba ve výrazu: Neočekávaný operátor / Chyba ve výrazu: Neočekávaný operátor / Chyba ve výrazu: Neočekávaný operátor / Chyba ve výrazu: Neočekávaný operátor / Chyba ve výrazu: Neočekávaný operátor / Chyba ve výrazu: Neočekávaný operátor / Chyba ve výrazu: Neočekávaný operátor / Chyba ve výrazu: Neočekávaný operátor / Chyba ve výrazu: Neočekávaný operátor / Chyba ve výrazu: Neočekávaný operátor / Chyba ve výrazu: Neočekávaný operátor / -1.0000-0 | 100500           |                                                                             | v serpentýně Černohorské cesty nad Bílým Potokem směrem na Jelení kameny |
| Smrky v Pradědské bráně                       |                                              | Železná pod Pradědem 50°6′13″ s. š., 17°15′34″ v. d.      | smrk ztepilý (2) | & Chyba ve výrazu: Neočekávaný operátor / Chyba ve výrazu: Neočekávaný operátor / Chyba ve výrazu: Neočekávaný operátor / Chyba ve výrazu: Neočekávaný operátor / Chyba ve výrazu: Neočekávaný operátor / Chyba ve výrazu: Neočekávaný operátor / Chyba ve výrazu: Neočekávaný operátor / Chyba ve výrazu: Neočekávaný operátor / Chyba ve výrazu: Neočekávaný operátor / Chyba ve výrazu: Neočekávaný operátor / Chyba ve výrazu: Neočekávaný operátor / Chyba ve výrazu: Neočekávaný operátor / Chyba ve výrazu: Neočekávaný operátor / Chyba ve výrazu: Neočekávaný operátor / Chyba ve výrazu: Neočekávaný operátor / -1.0000-0 | 105126 Q26779644 |                                                                             | V lesním porostu, po obou stranách lesní cesty vedoucí údolím střední Opavy, těsně před mostem přes říčku, cca 650 m VJV od kaple ve Vidlých; obvod kmenů: 312 cm, 355 cm |